# Vaccinium turfosum
Vaccinium turfosum är en ljungväxtart som beskrevs av Herman Otto Sleumer. Vaccinium turfosum ingår i Blåbärssläktet, och familjen ljungväxter. Inga underarter finns listade i Catalogue of Life.